# 长尾鼠鸟属
长尾鼠鸟属为鼠鳥目鼠鸟科的一个属。本屬鳥類分佈於整個非洲大陸，目前下屬2個物種。

## 命名歷史
該屬是由法國動物學家夏爾·呂西安·波拿巴於1760年建立的屬。其模式種由鷹國鳥類學家喬治·羅伯特·格雷指定為蓝枕鼠鸟。屬名來自古希臘語的（意指「尾巴」）加上鼠鳥屬的學名組成。

## 下属物种
本属包括以下物种：
- 蓝枕鼠鸟 Colius macrourus (Linnaeus, 1766)
- 红脸鼠鸟 Colius indicus (Latham, 1790)